# Cesare Prandelli
Claudio Cesare Prandelli (19. srpen 1957, Orzinuovi, Itálie) je italský fotbalový trenér a bývalý fotbalový záložník. V letech 2010 až 2014 vedl italskou fotbalovou reprezentaci.

## Hráčská kariéra
Fotbalově vyrůstal v Cremonese. S klubem začal hrát ve 3. lize a po třech letech, v sezoně 1976/77 slavil postup do 2. ligy. Sezonu 1977/78 odehrál ještě za Cremonese 36 utkání a po sezoně byl po čtyřech letech byl prodán do Atalanty.
V Atalantě odehrál první zápasy v nejvyšší lize a celkem odehrál za sezonu 31 utkání a vstřelil jednu branku.
Po jedné sezoně odešel jako talent do Juventusu a tady odehrál celkem 141 utkání za šest let. Se starou dámou získal tři tituly (1980/81, 1981/82 a 1983/84), jeden domácí pohár (1982/83) a také evropské poháry: PMEZ 1984/85, Pohár PVP 1983/84 a Superpohár UEFA 1984.
Sezonu 1985/86 zahájil v Atalantě a největšího úspěchu zaznamenal v sezoně 1986/87, když neuspěl ve finále domácího poháru proti Neapolí (0:3 a 0:1). V téže sezoně sestoupil do Serie B, ale za rok se vrátil zpět do Serie A a po sezoně 1989/90 ukončil fotbalovou kariéru.

## Trenérská kariéra

### Reprezentační
Po Mistrovství světa ve fotbale 2010 v Jihoafrické republice převzal po Marcellu Lippim italskou fotbalovou reprezentaci. Na Mistrovství Evropy ve fotbale 2012 dovedl mužstvo do finále, kde Itálie podlehla Španělsku 0:4. Získal tak pro svou zemi stříbrnou medaili. V červnu 2013 vedl tým na Konfederačním poháru FIFA 2013, Itálie na turnaji podlehla v semifinále opět Španělsku, tentokrát v penaltovém rozstřelu poměrem 6:7 (samotný zápas skončil bez branek i po prodloužení).
Italský národní tým vedl i na Mistrovství světa 2014 v Brazílii. 24. června 2014 ihned po zápase Itálie s Uruguayí v základní skupině D o přímý postup do osmifinále (porážka Itálie 0:1) oznámil svou rezignaci. Itálie ve skupině porazila jen Anglii a podlehla Kostarice a Uruguayi, tím pádem byla vyřazena.

## Statistika

### Hráčská
| Sezóna              | Klub                | Liga                | Liga   | Liga | Ligové poháry | Ligové poháry | Ligové poháry | Kontinentální poháry | Kontinentální poháry | Kontinentální poháry | Celkem | Celkem |
| Sezóna              | Klub                | Soutěž              | Zápasy | Góly | Soutěž        | Zápasy        | Góly          | Soutěž               | Zápasy               | Góly                 | Zápasy | Góly   |
| ------------------- | ------------------- | ------------------- | ------ | ---- | ------------- | ------------- | ------------- | -------------------- | -------------------- | -------------------- | ------ | ------ |
| 1974/75             | Cremonese           | Serie C             | 3      | 0    | -             | 0             | 0             | -                    | 0                    | 0                    | 3      | 0      |
| 1975/76             | Cremonese           | Serie C             | 12     | 0    | -             | 0             | 0             | -                    | 0                    | 0                    | 12     | 0      |
| 1976/77             | Cremonese           | Serie C             | 37     | 2    | -             | 0             | 0             | -                    | 0                    | 0                    | 37     | 2      |
| 1977/78             | Cremonese           | Serie B             | 36     | 2    | IP            | 1             | 0             | -                    | 0                    | 0                    | 37     | 2      |
| Celkem za Cremonese | Celkem za Cremonese | Celkem za Cremonese | 88     | 4    | -             | 1             | 0             | -                    | 0                    | 0                    | 89     | 4      |
| 1978/79             | Atalanta            | Serie A             | 27     | 1    | IP            | 4             | 0             | -                    | 0                    | 0                    | 31     | 1      |
| 1979/80             | Juventus            | Serie A             | 18     | 0    | IP            | 2             | 1             | PVP                  | 6                    | 0                    | 26     | 1      |
| 1980/81             | Juventus            | Serie A             | 20     | 0    | IP            | 5             | 1             | PU                   | 4                    | 0                    | 29     | 1      |
| 1981/82             | Juventus            | Serie A             | 8      | 0    | IP            | 1             | 0             | PMEZ                 | 2                    | 0                    | 11     | 0      |
| 1982/83             | Juventus            | Serie A             | 15     | 0    | IP            | 9             | 0             | PMEZ                 | 3                    | 0                    | 27     | 0      |
| 1983/84             | Juventus            | Serie A             | 17     | 0    | IP            | 5             | 0             | PVP                  | 4                    | 0                    | 26     | 0      |
| 1984/85             | Juventus            | Serie A             | 11     | 0    | IP            | 4             | 0             | PMEZ+ES              | 4+0                  | 0                    | 19     | 0      |
| Celkem za Juventus  | Celkem za Juventus  | Celkem za Juventus  | 89     | 0    | -             | 26            | 2             | -                    | 23                   | 0                    | 138    | 2      |
| 1985/86             | Atalanta            | Serie A             | 21     | 0    | IP            | 4             | 0             | -                    | 0                    | 0                    | 25     | 0      |
| 1986/87             | Atalanta            | Serie A             | 29     | 1    | IP            | 11            | 0             | -                    | 0                    | 0                    | 40     | 1      |
| 1987/88             | Atalanta            | Serie B             | 8      | 0    | IP            | 4             | 0             | -                    | 0                    | 0                    | 12     | 0      |
| 1988/89             | Atalanta            | Serie A             | 15     | 0    | IP            | 3             | 1             | -                    | 0                    | 0                    | 18     | 1      |
| 1989/90             | Atalanta            | Serie A             | 16     | 0    | IP            | 1             | 0             | PU                   | 2                    | 0                    | 19     | 0      |
| Celkem za Atalantu  | Celkem za Atalantu  | Celkem za Atalantu  | 116    | 2    | -             | 27            | 1             | -                    | 2                    | 0                    | 145    | 2      |
| Celkově             | Celkově             | Celkově             | 293    | 6    | -             | 54            | 3             | -                    | 25                   | 0                    | 372    | 9      |

### Trenérská

#### Klubová
| Sezóna               | Klub                 | Liga                 | Liga   | Liga  | Liga   | Liga   | Liga                              | Ligové poháry | Ligové poháry | Ligové poháry | Ligové poháry | Ligové poháry | Ligové poháry | Kontinentální poháry | Kontinentální poháry | Kontinentální poháry | Kontinentální poháry | Kontinentální poháry | Kontinentální poháry | Celkem | Celkem | Celkem | Celkem |
| Sezóna               | Klub                 | Soutěž               | Zápasy | Výhry | Remízy | Prohry | Umístění                          | Soutěž        | Zápasy        | Výhry         | Remízy        | Prohry        | Úspěch        | Soutěž               | Zápasy               | Výhry                | Remízy               | Prohry               | Úspěch               | Zápasy | Výhry  | Remízy | Prohry |
| -------------------- | -------------------- | -------------------- | ------ | ----- | ------ | ------ | --------------------------------- | ------------- | ------------- | ------------- | ------------- | ------------- | ------------- | -------------------- | -------------------- | -------------------- | -------------------- | -------------------- | -------------------- | ------ | ------ | ------ | ------ |
| 1993/94              | Atalanta             | Serie A              | 24     | 3     | 9      | 12     | Nastoupil v lis., 17. místo       | IP            | 2             | 0             | 1             | 1             | -             | -                    | 0                    | 0                    | 0                    | 0                    | -                    | 26     | 3      | 10     | 13     |
| 1997/98              | Lecce                | Serie A              | 18     | 3     | 2      | 13     | Propuštěn v úno.                  | IP            | 6             | 2             | 2             | 2             | -             | -                    | 0                    | 0                    | 0                    | 0                    | -                    | 24     | 5      | 4      | 15     |
| 1998/99              | Verona               | Serie B              | 38     | 18    | 12     | 8      | 1. místo (postup)                 | IP            | 4             | 2             | 1             | 1             | -             | -                    | 0                    | 0                    | 0                    | 0                    | -                    | 42     | 20     | 13     | 9      |
| 1999/00              | Verona               | Serie A              | 34     | 10    | 13     | 11     | 9. místo                          | IP            | 2             | 0             | 0             | 2             | -             | -                    | 0                    | 0                    | 0                    | 0                    | -                    | 36     | 10     | 13     | 13     |
| Celkem za Veronu     | Celkem za Veronu     | Celkem za Veronu     | 72     | 28    | 25     | 19     | -                                 | -             | 6             | 2             | 1             | 3             | -             | -                    | 0                    | 0                    | 0                    | 0                    | -                    | 78     | 30     | 26     | 22     |
| 2000/01              | Benátky              | Serie B              | 38     | 19    | 12     | 7      | 4. místo (postup)                 | IP            | 7             | 3             | 3             | 1             | -             | -                    | 0                    | 0                    | 0                    | 0                    | -                    | 45     | 22     | 15     | 8      |
| 2001                 | Benátky              | Serie A              | 5      | 0     | 0      | 5      | Propuštěn v zář.                  | IP            | 3             | 1             | 2             | 0             | -             | -                    | 0                    | 0                    | 0                    | 0                    | -                    | 8      | 1      | 2      | 5      |
| Celkem za Benátky    | Celkem za Benátky    | Celkem za Benátky    | 43     | 19    | 12     | 12     | -                                 | -             | 10            | 4             | 5             | 1             | -             | -                    | 0                    | 0                    | 0                    | 0                    | -                    | 53     | 23     | 17     | 13     |
| 2002/03              | Parma                | Serie A              | 34     | 15    | 11     | 8      | 5. místo                          | IP+IS         | 2+1           | 1             | 0             | 1+1           | -             | PU                   | 4                    | 2                    | 1                    | 1                    | -                    | 41     | 18     | 12     | 11     |
| 2003/04              | Parma                | Serie A              | 34     | 16    | 10     | 8      | 5. místo                          | IP            | 4             | 1             | 1             | 2             | -             | PU                   | 6                    | 3                    | 1                    | 2                    | -                    | 44     | 20     | 12     | 12     |
| Celkem za Parmu      | Celkem za Parmu      | Celkem za Parmu      | 68     | 31    | 21     | 16     | -                                 | -             | 7             | 2             | 1             | 4             | -             | -                    | 10                   | 5                    | 2                    | 3                    | -                    | 85     | 38     | 24     | 23     |
| 2005/06              | Fiorentina           | Serie A              | 38     | 22    | 8      | 8      | 9. místo                          | IP            | 5             | 3             | 1             | 1             | -             | -                    | 0                    | 0                    | 0                    | 0                    | -                    | 43     | 25     | 9      | 9      |
| 2006/07              | Fiorentina           | Serie A              | 38     | 21    | 10     | 7      | 6. místo                          | IP            | 2             | 1             | 0             | 1             | -             | -                    | 0                    | 0                    | 0                    | 0                    | -                    | 40     | 22     | 10     | 8      |
| 2007/08              | Fiorentina           | Serie A              | 38     | 19    | 9      | 10     | 4. místo                          | IP            | 4             | 3             | 0             | 1             | -             | PU                   | 14                   | 6                    | 6                    | 2                    | -                    | 56     | 28     | 15     | 13     |
| 2008/09              | Fiorentina           | Serie A              | 38     | 21    | 5      | 12     | 4. místo                          | IP            | 1             | 0             | 0             | 1             | -             | LM+PU                | 8+2                  | 2+0                  | 4+1                  | 2+1                  | -                    | 49     | 23     | 10     | 16     |
| 2009/10              | Fiorentina           | Serie A              | 38     | 13    | 8      | 17     | 11. místo                         | IP            | 4             | 2             | 0             | 2             | -             | LM                   | 10                   | 6                    | 2                    | 2                    | -                    | 52     | 21     | 10     | 21     |
| 2014                 | Galatasaray          | Süper Lig            | 10     | 6     | 1      | 3      | Propuštěn v lis.                  | TP+TS         | 0+1           | 0             | 0+1           | 0             | -             | LM                   | 5                    | 0                    | 1                    | 4                    | -                    | 16     | 6      | 3      | 7      |
| 2016                 | Valencia             | Primera División     | 8      | 1     | 3      | 4      | propuštěn v pro.                  | ŠP            | 2             | 2             | 0             | 0             | -             | -                    | 0                    | 0                    | 0                    | 0                    | -                    | 10     | 3      | 3      | 7      |
| 2017/18              | Al Nasr              | UAE                  | 12     | 5     | 2      | 5      | Propuštěn v led.                  | PrP+ELP       | 1+6           | 0+3           | 1+2           | 0+1           | -             | -                    | 0                    | 0                    | 0                    | 0                    | -                    | 19     | 8      | 5      | 6      |
| 2018/19              | Janov                | Serie A              | 24     | 4     | 11     | 9      | Nastoupil v pro., 17. místo       | -             | 0             | 0             | 0             | 0             | -             | -                    | 0                    | 0                    | 0                    | 0                    | -                    | 24     | 4      | 11     | 9      |
| 2020/21              | Fiorentina           | Serie A              | 21     | 5     | 6      | 10     | Nastoupil v lis. Propuštěn v bře. | IP            | 2             | 1             | 0             | 1             | -             | -                    | 0                    | 0                    | 0                    | 0                    | -                    | 23     | 6      | 6      | 11     |
| Celkem za Fiorentinu | Celkem za Fiorentinu | Celkem za Fiorentinu | 211    | 101   | 46     | 64     | -                                 | -             | 18            | 10            | 1             | 7             | -             | -                    | 34                   | 14                   | 13                   | 7                    | -                    | 263    | 125    | 60     | 78     |
| Celkově              | Celkově              | Celkově              | 490    | 201   | 132    | 157    | -                                 | -             | 59            | 25            | 15            | 19            | -             | -                    | 49                   | 19                   | 16                   | 14                   | -                    | 598    | 245    | 163    | 190    |

#### Reprezentační
| 2010–2011        | Itálie           | Kvalifikace ME 2012     | 1. místo ve skupině | 10 | 8  | 2  | 0  |
| 2012             | Itálie           | ME 2012                 | Stříbrná medaile    | 6  | 2  | 3  | 1  |
| 2012–2013        | Itálie           | Kvalifikace MS 2014     | 1. místo ve skupině | 10 | 6  | 4  | 0  |
| 2013             | Itálie           | Konfederační pohár 2013 | Bronzová medaile    | 5  | 2  | 2  | 1  |
| 2014             | Itálie           | MS 2014                 | 3. místo ve skupině | 3  | 1  | 0  | 2  |
| 2010–2014        | Itálie           | přátelské utkání        | -                   | 22 | 4  | 9  | 9  |
| Celkem za Itálii | Celkem za Itálii | Celkem za Itálii        | Celkem za Itálii    | 56 | 23 | 20 | 13 |

## Úspěchy

### Hráčské

#### Klubové

##### Národní
- vítěz italské ligy (3x)

Juventus: 1980/81, 1981/82, 1983/84
- vítěz italského poháru (1x)

Juventus: 1982/83

##### Kontinentální
- vítěz Poháru PMEZ (1x)

Juventus: 1984/85
- vítěz Poháru PVP (1x)

Juventus: 1983/84
- vítěz Superpoháru UEFA (1x)

Juventus: 1984

### Trenérské

#### Klubové

##### Národní
- vítěz 2. italské ligy (1x)

Verona: 1998/99

#### Reprezentační
- 1× na MS (2014)
- 1× na ME (2012 – stříbro)
- 1× na KP (2013 – bronz)

#### Individuální
- 2x nejlepší trenér v lize (2005/06, 2006/07)